# Carlsberg (Allemagne)
Pour les articles homonymes, voir Carlsberg (homonymie).
Carlsberg est une municipalité allemande située dans le land de Rhénanie-Palatinat et l'arrondissement de Bad Dürkheim.

## Toponymie
Carlsberg tient son nom du prénom germanique Karl, et de berg, la montagne. Le nom de la localité signifie donc littéralement "le mont de Carl".

Selon Polain,, la plus ancienne mention de la commune remonterait à Johann Turmair d'Aventin, dans ses Annales de Bavière, rédigées entre 1517 et 1554. Il y relate une tradition selon laquelle, lorsque Carloman et Pépin se réparèrent dans leur marche contre les Suèves et les Bavarois, et que le second passa le Lech pour conquérir la Bavière, en 743, son épouse Berthe donna le jour à Charlemagne. Turmair prétend qu'une chanson de geste appuierait cette légende, or selon Polain cette chanson a été retrouvée et n'a été imprimée qu'on 1805 à Munich. Il en déduit que la tradition rapportée par Turmair n'aurait pas de fondement historique, et assure que Charlemagne est né en 742, soit l'année précédente aux faits évoqués par Turmair. Cependant, les historiens n'ont toujours pas trouvé consensus sur l'année de naissance de Charlemagne, qu'ils placent selon entre 742 et 748, et tous s'accordent à reconnaître Johan Turmair comme référence pour le grand soin de ses travaux et leur préciosité, puisqu'ils reposent sur des sources aujourd'hui disparues mais non moins avérées.

## Histoire
Durant la République de Mayence proclamée en 1793, la commune fait partie des territoires annexés à la France le 30 mars 1793, qui appartenaient jusque-là au Saint-Empire Germanique. Lorsque la région est partagée le 4 novembre 1797, sous le Directoire, en quatre territoires constituant la République cisrhénane, la commune est sur le territoire de l'ancien département français du Mont-Tonnerre, dont le chef lieu était Mayence.
L'Empire germanique est démantelé en 1814 et par les traités de Paris des 30 mai 1814 et 20 novembre 1815, la France restitue le territoire de la commune à l'Autriche, laquelle s'en départira à son tour au profit de la Bavière par le traité de Munich du 14 avril 1816.
Le 1er mars 1972, la ville de Carlsberg (avec le district de Hertlingshausen) est intégrée à la fusion de communes de Hettenleidelheim, laquelle en est le siège administratif et le château d'Altleiningen en est la fierté touristique.

## Géographie
La rivière Eisbach ou Eckbach, qui se jette dans le Rhin au sud de Worms, prend sa source dans la commune, aux abords d'une voie rurale dénommée Kleinfrankreich, ou Petite France.

## Sources
1. ↑  [In: Bibliothèque de l'école des chartes. 1857, tome 18. pp. 278-279.] Auguste Himly et L. Polain, « Où est né Charlemagne ?, par L. Polain.
Quand est né Charlemagne ?, par L. Polain.
Compte-rendu », Bibliothèque de l'École des chartes,‎ 1857, p. 278-279 (lire en ligne  [doc])
2. ↑  Académie royale des sciences, des lettres et des beaux-arts de Belgique · 1856, Bulletins, t. XXIII, Bruxelles, 1853, p. 598, 599, 600
3. ↑  (de) « Gemeinde des Monats Juli 2009: Verbandsgemeinde Hettenleidelheim | GStB - Gemeinde- und Städtebund Rheinland-Pfalz », sur www.gstb-rlp.de (consulté le 18 février 2023)
4. ↑  Collectif, Les lumières de la guerre, Volume 2 :  Mémoires militaires du XVIIIe siècle conservés au service historique de la Défense (Sous-série 1 - Reconnaissance), Paris, Éditions de la Sorbonne, mai 2022 (ISBN 9791035107123, lire en ligne), p. 143